# 蒂娜·阿拉阿霍
蒂娜·阿拉阿霍（芬蘭語：Tiina Ala-aho，1967年9月19日—），芬兰女子田径运动员。她曾代表芬兰参加2000年、2004年和2008年夏季残疾人奥林匹克运动会田径比赛，获得一枚金牌和一枚铜牌。